# Minoria ètnica
Una minoria ètnica és un grup de persones que tenen uns trets culturals i nacionals diferents als trets que s'associen amb la majoria de persones de la comunitat on resideixen. Aquesta minoria pot ser només numèrica o també estar relacionada amb una posició social o econòmica inferior a la de la majoria.

## Minories ètniques als Estats Units
Als Estats Units, el terme “ ètnic” es refereix normalment a col·lectius que tenen més a veure amb morfologia (específicament amb el color de la pell) que amb delimitacions polítiques, per les quals s'usaria el terme nació, com per exemple Mexicans, Francesos, Italians, etc.
Els quatre grans grups de minories ètniques als Estats Units són els següents:
- El grup provinent de llatinoamèrica es designa com “Hispano” o “Latino”
- El grup que prové d'Àsia i es designava com “Oriental”, ara es designa “Asian”
- Els termes “black” i “African American” s'utilitzen com a categoria ètnica als Estats Units, però cal dir que no signifiquen el mateix: hi ha persones de raça negra que no provenen d'Àfrica.
- Els anomenats indis americans (per distingir-los dels indis de l'Índia), es coneixen als Estats Units com a nadius americans (Native American).

### Nadius americans als Estats Units
Els nadius americans als Estats Units són els indígenes d'Amèrica del Nord dins dels límits polítics dels Estats Units continentals, parts d'Alaska i l'illa de Hawaii. Es componen de nombroses tribus natives Americanes. Hi ha 562 governs tribals reconeguts a nivell federal als Estats Units. Aquestes tribus tenen el dret de formar el seu propi govern, de fer complir la llei (tant la civil com la criminal) dins de la seva terra, d'aplicar impostos, d'establir requisits per pertànyer al grup, de legalitzar i regular activitats, de delimitar i d'excloure persones de territoris tribals. Les limitacions al seu autogovern inclouen les mateixes limitacions aplicables als estats: per exemple, no poden fer la guerra, no poden tenir relacions polítiques amb l'estranger, o tenir moneda pròpia.